# بجکم
ابوالحسین بَجکَم ماکانی (عربی: أبو الحسین بجکم المکانی) که به بجکم یا بچکم معروف بود، فرماندهٔ نظامی ترک و از مقامات خلافت عباسی بود. بجکم سابقاً جزء غلمانان خاندان زیاری بود و پس از به قتل رساندن مرداویج زیاری در ۹۳۵ میلادی (۳۲۳ هجری)، به درگاه خلیفه پناه برد. در زمان تصدی پنج ساله خود در دربار خلافت در بغداد، به او عنوان امیرالامرا داده شد و توانست تسلط خود بر خلفا، راضی و المتقی، تحکیم نماید و به قدرت مطلق قلمرو ایشان تبدیل شود. بجکم در طول دوران حکومتش توسط مخالفان مختلفی از جمله امیرالامرا محمد بن رائق، حاکم بصره ابوعبدالله البریدی و خاندان آل بویه به چالش کشیده شد، اما او تا زمان مرگش موفق گردید کنترل مرزهایش را حفظ کند. او در سال ۹۴۱، مدت کوتاهی پس از به خلافت رسیدن متقی، توسط گروهی از کردها در جریان یک سفر شکار، به قتل رسید. بجکم هم به خاطر حکومت مستحکم و هم به خاطر حمایت از روشنفکران بغداد که به او احترام می‌گذاشتند و در مواردی با او دوست می‌شدند، شهرت داشت. مرگ او منجر به خلأ در قدرت مرکزی خلافت شد و در نتیجه، یک دورهٔ کوتاه بی‌ثباتی و نزاع در بغداد رخ داد.

## نام
نام «بَجْکَم» از ریشهٔ زبان‌های ایرانی است که وارد ترکی شده و به صورت «بچکم» (Bäčkäm)، به معنای دم اسب یا غژگاو است. در عین حال، معانی دیگری چون تیرکمان، نشان و پرچم برای آن ذکر شده‌است. بجکم پسوند نسب خود را برای مدتی، ابتدا از روی نام ماکان کاکی (ماکانی) و سپس از نام ابن رائق (رائقی) برگزید.

## زندگی

### خدمت به عنوان غلمان
جزئیات زندگی نخستین بجکم مشخص نیست. او ترک بود و کار خود را به عنوان یکی از غلمانان (غلامان نظامی معمولاً ترک‌تبار) نزد بوعلی عارض آغاز کرد؛ بوعلی عارض وزیر جنگِ سردار دیلمی، ماکان بن کاکی، در طبرستان و دیلمان بود و پس از مدتی تمامی غلمانان خود، از جمله بجکم را، به ماکان هدیه کرد. ماکان به تربیت و تعلیم بجکم جوان پرداخت؛ آنچنان که بجکم با برگزیدن نام او به عنوان نسب خود، قدردانیش نسبت به ماکان را نشان داد.
پس از شکست ماکان از مرداویج (مؤسس سلسله زیاریان) مناطق دیلم، جبال و طبرستان تحت سیطرهٔ زیاریان درآمد و بسیاری از غلمان‌های ماکان به خدمت مرداویج درآمدند.  مرداویج با غلمانان خود بدرفتاری می‌کرد، و در نتیجه غلمانان ترک او را در ژانویه ۹۳۵ (۳۲۳ هجری قمری) در اصفهان به قتل رساندند؛ عملی که احتمالاً بجکم در آن شریک بوده‌است.  به نظر می‌رسد بجکم و دیگر سران ترک لشکر مرداویج، در توطئهٔ قتل او، با خلیفه الراضی بالله همکاری کرده‌اند. به‌هرترتیب، پس از مرگ مرداویج، اکثر غلمان‌ها از خدمت آل زیار سر باز زدند. بجکم و افسر همکارش، توزون، رهبری گروه بزرگی از غلمان‌ها را بر عهده گرفتند و پس از ارائه خدمات خود به حسن بن هارون، والی جدید جبل، به دربار خلافت عباسیان در بغداد رفتند. در ابتدا، دربار خلیفه خدمت آن‌ها را بر خود نپذیرفت زیرا که محافظان حُجَریه، که گارد حفاظتی خلیفه بودند، به امتیازها و برتری غلمانان حسودی می‌کردند و از نزدیک شدن آنان به خلیفه واهمه داشتند؛ اما در نهایت ترکان موفق شدند به خدمت محمد بن رائق، فرماندار بصره و واسط در جنوب عراق عرب، درآیند. بجکم که از آن پس به نام بجکم رائقی شناخته می‌شد، نیروی نظامی بزرگی را تحت فرمان خود ایجاد کرد که از پیروانش و همچنین ترکان و دیلمی‌های دیگری که از جبال فراخوانده شده بودند، تشکیل می‌شد.
در اوایل نوامبر ۹۳۶ میلادی برابر با ۳۲۴ قمری، خلیفه الراضی (حک. ۹۳۴–۹۴۰ م) به ابن رائق عنوان تازه ایجاد شدهٔ امیرالامرا بخشید، و اینچنین عملاً کنترل مطلق بر قلمرو خلافت به او اعطا گردید. این امر واکنش فرمانداران استان‌های مختلف و نیز گروه‌های ذی‌نفع قدرتمند در بغداد، مانند محافظان خلیفه، را برانگیخت. در مقابل آن‌ها، ابن رائق بجکم و لشکریان ترک او را به کار گرفت. او با کمک ترکان موفق شد واحدهای محافظان حجریه و ساجی را شکست دهد و پس از آن، در فوریه ۹۳۷ میلادی (۳۲۵ قمری)، بجکم را به عنوان صاحب الشرطه (رئیس شهربانی) و فرماندار استان‌های شرقی منصوب کرد.
جنگ با استاندار جاه‌طلب اهواز، ابوعبدالله البریدی که هدفش جانشینی ابن رائق بود، بسیار دشوارتر و طولانی‌تر از دیگر رقیبان بود. خاندان بریدیان یا آل بریدی، اصالتاً بصره‌ای بودند و قبل از این که موفق به اعمال نفوذ در خوزستان شوند، در نقش‌های مختلف به عنوان مقامات درباری به عباسیان خدمت کرده‌بودند. خود ابن رائق با لشکریانش شکست خورد و مجبور شد بصره را به بریدی بسپارد، اما بجکم با به دست آوردن دو پیروزی بزرگ، علی‌رغم تلفات زیاد، بر اوضاع مسلط شد و کمک کرد تا ابن رائق بر خوزستان فائق آید. البریدی که تحت فشار قرار گرفته بود، برای کمک خواستن از همسایه قدرتمندش، حاکم آل بویه در فارس، علی بن بویه، متوسل شد. احمد بن بویه، برادر علی، به سرعت خوزستان را تصرف کرد و ابن رائق پذیرفت که قول دهد که در صورت بازپس‌گیری خوزستان توسط بجکم، این استان را به عنوان یک قلمرو مستقل به رسمیت بشناسد. در ۳۲۶ ق (۹۳۸ م)، بجکم در ارجان از احمد بویی که به دستور برادرش علی، به یاری ابوعبدالله بریدی برخاسته بود، شکست خورد و به اهواز گریخت و پس از سقوط عسکر مکرم به دست سپاه بوییان، به واسط عقب‌نشینی کرد. اما تدریجاً بین احمد بویی و ابوعبدالله بریدی اختلاف افتاد و بجکم با استفاده از موقعیت، در تسخیر شوش و جندی‌شاپور توفیق یافت.
بجکم با نادیده گرفتن دستور ابن رائق برای بازگشت از خوزستان، در واسط ماند و شروع به توطئه برای خلع قدرت ابن رائق کرد. برای این منظور، بجکم شروع به جستجو برای یافتن متحد خود کرد: به بریدیان جایگاه والی واسط را پیشنهاد داد و از طریق وزیر سابق، ابن مقله، که می‌خواست از ابن رائق به خاطر کنار گذاشتنش و مصادره اموالش انتقام بگیرد، مخفیانه توانست حمایت خلیفه الراضی را از شورشش کسب کند. در سپتامبر ۹۳۸ (ذیقعدهٔ ۳۲۶)، بجکم نام ابن رائق را از پرچم‌ها و سپرهای ارتش خود زدود و پسوند «رائقی» را از نام خود حذف کرد و سپاهیانش را از واسط به بغداد برد. ابن رائق با ویران کردن سدهای بزرگ رود نهروان و ایجاد سیل در دشت، تلاش کرد تا مانع از پیشروی بجکم شود، اما ارتش بجکم بدون روبرو شدن با هیچ مقاومتی، در ۱۲ یا ۱۳ ذیقعده، وارد پایتخت عباسیان شدند و الراضی بلافاصله عنوان امیرالامرای ابن رائق را به او سپرد.

### امیرالامرا

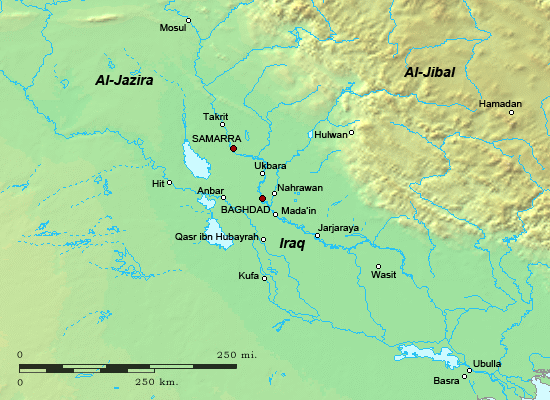
نقشه عراق در قرون ۹ تا ۱۰ میلادی

علی‌رغم تنزل مقام الراضی به یک نقش تشریفاتی، رابطهٔ بین خلیفه و بجکم قوی بود؛ طوری که الراضی بجکم را به دلیل نظم و انضباط خشنش ستود و از وی به عنوان «حامی» یاد کرد. الراضی از احترام بجکم به مقام خلیفه قدردانی کرده و قول حمایت از امیرالامرا را داد.
در اکتبر و نوامبر ۹۳۸ (محرم ۳۲۷)، بجکم و خلیفه علیه امیر بانفوذ حمدانیان در موصل، حسن بن عبدالله، لشکر آراستند؛ حسن حمدانی از آشفتگی در عراق استفاده کرده بود و خراج خود را به پایتخت نپرداخت. اگرچه ارتش بجکم موصل را تصرف کرد، حسن قبل از او به دورترین نقاط قلمروش گریخت، جایی که نیروهای بجکم او را بیهوده تعقیب می‌کردند. در این بین، مردم محلی از حضور سپاهیان خلیفه رنجیده‌خاطر شدند و جنگ چریکی علیه آن‌ها به راه انداختند. در همین حال، ابن رائق از غیبت بجکم برای به دست گرفتن کنترل مجدد بغداد استفاده کرد و در رأس یک نیروی قرمطی به آن شهر لشکرکشی کرد. این تحولات بجکم را وادار به مذاکره با رقبای خود کرد: حمدانیان در ازای پرداخت مالیات معوقه به جایگاه پیشین خود بازگردانده شدند و ابن رائق به گرفتن حُکم فرمانداری بر استان‌های طریق الفرات، دیار مضر، قنسرین و العواصم‎، که آل اخشید از مصر مدعی آن بودند، رضایت داد. به این ترتیب بجکم و خلیفه توانستند در فوریه ۹۳۹ به بغداد بازگردند.
بجکم، پس از تثبیت کنترل خود بر بغداد، به فکر رویارویی با تهدید ناشی از قدرت گرفتن آل بویه افتاد. به همین منظور، در سال ۹۴۰ میلادی (۳۲۸ ق)، روابط خود را با آل برید در بصره تقویت کرد و با تحویل واسط، همان‌طور که قبلاً توافق شده بود، ابوعبدالله البریدی را به عنوان وزیر دربار عباسی منصوب کرد (البته او در واسط ماند و به دربار بغداد نیامد). سرانجام هم بجکم با یکی از دختران البریدی ازدواج کرد تا پیوند مستحکم شود. هیچ‌یک از طرفین واقعاً به طرف مقابل اعتماد نکرد - گفته می‌شود که بجکم پدرشوهرش را یک دسیسه‌گر متعصب دانسته و درباره‌اش گفته که: «عمامه او نه سر یک مرد را، بلکه سر یک شیطان را پوشانده‌است» - اما این پیمان باعث شد تا صلحی شکننده وجود داشته باشد که با استفاده از آن، بجکم بر عراق غلبه یابد. 
موفقیت بجکم در برابر آل بویه متفاوت بود: واسط از حمله بویه نجات یافت و بریدی‌ها لشکرکشی موفقی را در شوش رهبری کردند، اما لشکرکشیشان به جبال توسط سومین برادر آل بویه، حسن، سرکوب شد. با این حال، اتحاد بجکم با بریدی‌ها به سرعت از هم پاشید، زیرا البریدی همچنان جاه‌طلبی خود را برای نشستن جای او، حفظ کرد و بجکم از این موضوع آگاه بود. در اواخر اوت ۹۴۰، بجکم البریدی را از وزیری برکنار کرد و به واسط حمله کرد که بریدیان بدون مقاومت شکست خوردند. در این میان، بغداد در آشوب بود؛ زیرا خشونت مذهبی به امری عادی تبدیل شده بود و اعضای متعصب مکتب حنبلی عقاید خود را بر عموم مردم تحمیل می‌کردند.
در دسامبر ۹۴۰، الراضی درگذشت. بجکم در واسط ماند، اما منشی خود (ابوعبدالله کوفی) را برای تشکیل شورایی از اشراف و بزرگان عباسی به بغداد فرستاد که المتقی (حک. ۹۴۰–۹۴۴)، برادر الراضی، را به عنوان خلیفه برگزیدند. انتخاب المتقی، در واقع به خواست بجکم صورت گرفته بود. بجکم همچنین برده‌ای به نام تاکینک را برای تهیه اقلام مختلف از جمله دُرِّ یتیم (مرواریدی ارزشمند) به قصر خلیفه متوفی، در دارالسلطنه فرستاد. او همچنین سه کنیز را از کاخ الرضی برای خود برداشت که آواز خواندن آن‌ها را در دیدارهای قبلی خود با خلیفه پسندیده بود.
از اولین اقدامات المتقی در مقام خلیفه، تأیید بجکم به عنوان امیرالامرا بود. علی‌رغم حمایت ظاهری المتقی از بجکم، او همچنان با مخالفت فرمانداران نیمه‌خودگردان استان‌های پیرامونش، از جمله بریدیان، مواجه بود.

### درگذشت
بجکم در اوایل بهار ۹۴۱ (۳۲۹ ق)، لشکرکشی دیگری را علیه البریدی آغاز کرد. فرمانده او، توزون، ابتدا توسط بریدیان شکست خورد، پس از آن بجکم خود واسط را ترک کرد تا به میدان کارزار برود. اما در راه پیوستن به ارتش توزون، به او اطلاع دادند که فرمانده‌اش به پیروزی بزرگی بر بریدیان دست یافت و تصمیم گرفت به واسط بازگردد. در ۲۱ آوریل ۹۴۱، به همراه خدم و حشم خود در حال رفتن به شکار بود، که با گروهی از راهزنان کُرد مواجه شدند. در یک درگیری کوتاه، یکی از کردها با نیزهٔ خود از پشت به بجکم ضربه زد و او به قتل رسید.

## میراث
مرگ غیرمنتظرهٔ بجکم در بغداد خلاء قدرت ایجاد کرد و اختلافات بین دیلمی‌ها و تُرک‌ها باعث شد که نیروها به بریدیان شکست‌خورده بپیوندند. البریدی با کمک این لشکر توانست به واسط و بغداد حمله کرده و این شهرها را به تصرف خود درآورد، اما در پی غصب قدرت با هرج و مرج روبرو شد و وقتی کنترل از دستش خارج شد، بگریخت. یکی از رهبران دیلمی به نام کورانکیج، توانست از بی‌نظمی و خلأ استفاده کرده و عملاً بر شهر بغداد تسلط یابد، اما او حکومت ظالمانه‌ای را بر اهالی شهر تحمیل کرد و المتقی در این شرایط بغرنج از امیرالامرای سابق، ابن رائق، درخواست کمک کرد.
ابن رائق دوباره به سرعت به بغداد بازگشت و ادارهٔ شهر را به دست گرفت، اما نتوانست آشفتگی سیاسی را متوقف کند. بار دیگر، البریدی شهر را تصرف کرد و ابن رائق به همراه خلیفه به موصل گریخت و از آنجا حاکمان حمدانی تلاش موفقیت‌آمیزی را برای بازگرداندن آن‌ها آغاز کردند. امیر حسن حمدانی، پس از آن که دستور به قتل ابن رائق داد، عنوان امیرالامرا را تصاحب نموده و لقب ناصرالدوله را از خلیفه دریافت کرد. در سال ۹۴۳، توزون، یکی از افسران بجکم، بر پایه قدرت نظامی توانست حمدانیان را مجبور به عقب‌نشینی به موصل کند. سال بعد، توزون خلیفه المتقی را اسیر و کور کرد و خود را امیرالامرا معرفی نمود. سپس برادر خلیفه، المستکفی (ح. ۹۴۴–۹۴۶)، به عنوان جانشین وی منصوب شد. رقابت‌ها برای تصرف درگاه خلیفه تا سال ۹۴۵ ادامه داشت و در این زمان، آل بویه به رهبری احمد بن بویه بغداد را گرفتند و احمد با لقب معزالدوله منصب امیرالامرا گرفته و خلافت را دست‌نشاندهٔ خود کرد. این هنگام، کنترل بلامنازع آل بویه بر بغداد و عراق آغاز شد و تا زمان سلجوقیان در دهه ۱۰۵۰ میلادی ادامه یافت.

## شخصیت
با این که بجکم در ابتدا برده بود، ولی توانایی صحبت به زبان عربی را داشت. (اگر چه او به گزارش منابع، از ترس اشتباه صحبت کردن، حتی‌المقدور عربی حرف نمی‌زد) او از احترام روشنفکران و مشاهیر زمانه همچون صولی و سنان بن ثابت، برخوردار بود. در نوشته‌های آن‌ها به صورت اجمالی، از شخصیت بجکم نوشتارهایی مانده‌است. به نظر محقق ماریوس کانارد، بجکم «طمع قدرت و پول داشت؛ او برای رسیدن به اهداف خود از توسل به تقلب و نیرنگ، فساد و شکنجه دریغ نمی‌کرد. او گاهی ظالم بود، گرچه شجاعتش افسانه‌ای بود، و شخصیتش بیشتر از ابن رائق سرراست بود». بجکم همچنین برای رفاه رعایای خود کوشا بود و به ویژه اهالی واسط یاد او را گرامی می‌داشتند.
روزبه زرین‌کوب نیز در دائرةالمعارف بزرگ اسلامی نوشته‌است: «بجکم بسیار مال‌دوست، بود، چنان‌که پس از مرگ الراضی و پیش از برگزیدن المتقی به خلافت، وی فرش و مقداری از اشیاء گرانبهای دیگر را از کاخ خلافت ربود. المتقی نیز پس از مرگ بجکم، کاخ و اموال او را تصاحب کرد. بجکم نه تنها اموال بسیاری را در کاخ خود پنهان کرده بود، بلکه بخشی از گنجینهٔ خویش را نیز در بیابان مدفون ساخته بود. به قولی، پس از مرگش، گنج‌های مدفون او، گم شد. بجکم، جویای قدرت و شهرت بود. وی در روزگار الراضی، به ضرب سکه‌های زر و سیم دست زد که بر یک روی آن، تصویر بجکم را در لباس نظامی و بر روی دیگر، او را در حال تفکر نشان می‌داد. در عین حال، بجکم عنوان «مولی امیرالمؤمنین» را برای خود به کار می‌برد.» زرین‌کوب در ادامه به روایاتی از زیرکی و هشیاری بجکم اشاره کرده و برای نمونه از یک پیروزی نظامی او تنها با ۲۹۰ تن در برابر سپاهی ۱۰ هزار نفری نقل کرده‌است.